# Епархия Атакпаме
Епархия Атакпаме (лат. Dioecesis Atakpamensis) — епархия Римско-Католической церкви c центром в городе Атакпаме, Того. Епархия Атакпаме входит в митрополию Ломе. Кафедральным собором епархии Атакпаме является церковь Богоматери Пресвятой Троицы.

## История
29 сентября 1964 года Римский папа Павел VI издал буллу Quod Sacra, которой учредил епархию Атакпаме, выделив её из архиепархии Ломе.

## Ординарии епархии
- епископ Bernard Oguki-Atakpah (29.09.1964 — 10.04.1976);
- епископ Philippe Fanoko Kossi Kpodzro (10.04.1976 — 17.12.1992) — назначен архиепископом Ломе;
- епископ Julien Mawule Kouto (18.10.1993 — 1.03.2006);
- епископ Nicodème Anani Barrigah-Benissan (9.01.2008 — по настоящее время).

## Источник
- Annuario Pontificio, Libreria Editrice Vaticana, Città del Vaticano, 2003, ISBN 88-209-7422-3
- Булла Quod Sacra  (лат.)